# Les Enquêtes d'Hetty
Les Enquêtes d'Hetty (Hetty Wainthropp Investigates)  est une série télévisée britannique en un pilote de 90 minutes et 27 épisodes de 50 minutes, créée par John Bowen et David Cook et diffusée entre le 3 janvier 1996 et le 4 septembre 1998 sur le réseau BBC One. En France, la série a été diffusée à partir du 27 janvier 1998 sur France 3 puis rediffusée sur 13ème rue et sur TMC.

## Synopsis
Cette série met en scène Hetty Wainthropp, une retraitée du Lancashire qui, armée d'un carnet de notes et de son sens de l'observation, se lance dans des enquêtes policières. Elle est aidée dans sa tâche par Geoffrey, un adolescent qu'elle a pris en sympathie.

## Distribution
- Patricia Routledge : Hetty Wainthropp
- Derek Benfield : Robert Wainthropp
- Dominic Monaghan : Geoffrey Shawcross

## Épisodes

### Pilote (1990)
1. Titre français inconnu (Missing Persons)

### Première saison (1996)
1. Secret de famille (The Bearded Lady)
2. Le Témoin muet (Eye Witness)
3. Deux doigts de trop (Fingers)
4. Les Nuits de Walpurgis (Widdershins)
5. Souvenirs d’enfance (A High Profile)
6. La Loi des séries (Safe as House)

### Deuxième saison (1996-1997)
1. La Plume empoisonnée (Poison Pen)
2. La Vengeance du cavalier (Lost Chords)
3. Les Évadés (Runaways)
4. Au pays des astres (The Astral Plane)
5. Appelez-moi Lester Rose ! (A Rose by Any Other Name)
6. La Femme de l'année (Women of the Year)

### Troisième saison (1997-1998)
1. Cousu de fil blanc (All Stitched Up)
2. La Fille du régiment (Daughter of the Regiment)
3. Une communauté très épicée (Serving the Community)
4. Coups de poing (Fisticuffs)
5. Jeux de vilains (Childsplay)
6. Un de perdu, deux de retrouvés (Pursuit by Proxy)
7. Une légère intervention (A Minor Operation)
8. Au secours d'Hansy (Helping Hansi)
9. Viva España ! (How Time Flies)

### Quatrième saison (1998)
1. Les Cœurs solitaires (Something to Treasure)
2. La Famille avant tout (Family Values)
3. Bain de boue (Digging for Dirt)
4. À corps perdu (Mind Over Muscle)
5. Une vilaine histoire de famille (Blood Relations)
6. Représailles (For Love Nor Money)